# Aut
Aut (ang. out) – w grach sportowych opuszczenie, np. przez piłkę, regulaminowego pola gry. W części dyscyplin za przerwanie gry odpowiedzialny jest zawodnik, który ostatni raz dotknął piłki. Piłka po aucie staje się martwa. Aut w piłce siatkowej i tenisie karany jest przegraniem akcji, a w piłce nożnej i koszykówce oddaniem piłki przeciwnikom do wyprowadzenia.

## Koszykówka
Ta sekcja opisuje zagadnienie koszykarskie zgodne z normami FIBA.
Zasady w ligach NBA, NCAA lub innych mogą różnić się od tutaj przedstawionych.

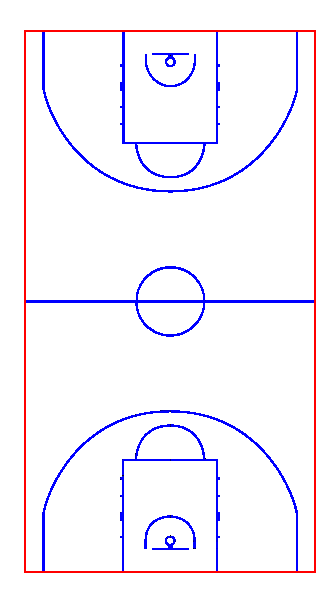
Linie autu na boisku do piłki koszykowej zaznaczone na czerwono

W koszykówce aut następuje gdy piłka dotyka zawodnika lub innej osoby będącej poza boiskiem, podłogi lub obiektu na, ponad lub poza liniami ograniczającymi boisko, konstrukcji podtrzymujących tablice, tyłu tablic lub jakiegokolwiek obiektu ponad boiskiem.

## Piłka nożna
- W piłce nożnej aut następuje, gdy piłka całkowicie opuści boisko przez którąś z linii ograniczających boisko[2]. Wyjście piłki poza obszar regulaminowego pola gry (boiska) przez linię końcową jest autem bramkowym, o ile nie zostanie przy tym zdobyta bramka zgodnie z przepisami gry. Piłkę z autu wyrzuca gracz drużyny przeciwnej do tej, której zawodnik dotknął piłki jako ostatni. Miejscem wrzutu z autu jest miejsce, gdzie piłka opuściła boisko. Podczas wrzutu piłki z autu (piłkę wrzuca się oburącz zza głowy) zawodnik może wziąć rozbieg, ale w momencie wypuszczenia piłki z rąk jego stopy muszą pozostać na ziemi (oderwanie przynajmniej jednej stopy powoduje, że aut jest źle wykonany).
- W przypadku autu bramkowego wznowienie gry następuje rzutem od bramki, gdy ostatni dotknął piłki gracz drużyny atakującej, lub rzutem z rogu, gdy ostatni dotknął piłki gracz drużyny broniącej.

## Piłka siatkowa
W piłce siatkowej aut następuje, gdy:
- piłka dotknie podłoża poza liniami ograniczającymi boisko
- piłka dotknie przedmiotu poza boiskiem, sufitu lub osoby nieuczestniczącej w grze (w tym sędziego)
- piłka dotknie antenek, linek, słupków lub siatki za taśmami bocznymi
- piłka przekroczy całkowicie pionową płaszczyznę siatki pod siatką
- piłka przekroczy całkowicie lub częściowo pionową płaszczyznę siatki poza antenkami i leci w kierunku boiska przeciwnika

Po aucie, punkty zdobywa oraz wznawia grę drużyna przeciwna do tej, której zawodnik dotknął piłki jako ostatni.

## Rugby league
W rugby league akcja zostaje przerwana, gdy piłka lub zawodnik w jej posiadaniu dotknie linii bocznej lub części placu gry znajdującej się za tą linią. Grę rozpoczyna się na wysokości wyjścia przez piłkę w aut, jednak sposób wznowienia zależy od sposobu wcześniejszego zagrania piłki. W przypadku kopnięcia piłki bezpośrednio w aut następuje zmiana posiadania i drużyna przeciwna rozpoczyna swoją pierwszą próbę nie mniej niż 20 metrów od linii autowej. W razie zagrania w aut po rzucie karnym drużyna kopiąca w aut otrzymuje rzut wolny 10 metrów od linii bocznej. W przypadku zagrania „40–20” (w grze otwartej kopnięcie sprzed linii 40 metrów na własnej połowie za linię 20 metrów na połowie rywali pośrednio w aut) lub „20–40” (analogicznie), drużyna kopiąca otrzymuje prawo wznowienia poprzez tap restart (zagranie trzymanej w dłoniach piłki podniesioną stopą). W pozostałych przypadkach grę wznawia drużyna przeciwna poprzez play the ball (przetoczenie stopą piłki leżącej na boisku) w odległości 20 metrów od linii autowej

## Rugby union
W rugby union piłka po wyjściu w aut staje się martwa, kiedy zawodnik będący w jej posiadaniu albo sama piłka dotknie linii autowej lub czegokolwiek za tą linią. Miejsce wznowienia gry – w zależności od okoliczności szczególnych wskazanych w przepisach – może zostać ustalone na wysokości zagrania piłki, miejsca jej wyjścia w aut bądź miejsca upadku na aucie. Wznowienie wykonywane jest albo szybko (przez jednego zawodnika), albo w formie stałego fragmentu gry jako „ustawienie autowe” (wrzut piłki w korytarz pomiędzy liniami zawodników dwóch drużyn).